# Górna Wieś (Petite-Pologne)
Pour les articles homonymes, voir Górna Wieś.
Górna Wieś est une localité polonaise de la gmina de Michałowice, située dans le powiat de Cracovie en voïvodie de Petite-Pologne.